# Erozivno jezero
Erozivno jezero je jezero formirano u udubljenjima koja su nastala nekim od erozijskih procesa. Ovakav tip jezera je široko rasprostranjen i zastupljen je na svim kontinentima. Prema tipu procesa nastanka erozivna jezera se dijele na:
- ledenjačka (zastupljena na planinama)
- riječna (u dolinama većih rijeka)
- krška (u krškim predjelima)
- eolska (u pustinjskim, polupustinjskim i stepskim predjelima)